# بازآوایش
بازآوایش در صوت‌شناسی تداوم صدا پس از تولید شدن آن است. بازآوایش وقتی ایجاد می‌شود که صدا یا سیگنالی بازتاب داده می‌شود. این باعث می‌شود بازتاب‌های متعددی قوی و سپس وقتی که صدا توسط سطوح اشیا در فضا جذب می‌شود، ضعیف شوند. این چیزها می‌توانند شامل اثاث، مردم و هوا باشند.